# Antje Gunsenheimer
Antje Gunsenheimer (* 1967) ist eine deutsche Ethnologin und Altamerikanistin.

## Leben
Gunsenheimer studierte von 1987 bis 1995 Ethnologie und Altamerikanistik an der Universität Bonn. Bis zu ihrer Promotion im Juli 2001 war sie 1998 als Wissenschaftliche Hilfskraft an der Universität Bonn und wurde im selben Jahr Lehrbeauftragte an der State University of Albany. 1999 und 2000 nahm sie am Erasmus-Lehraustauschprogramm der Universität Warschau teil und lehrte in den Sommersemestern 2000 und 2001 auch an der Freien Universität Berlin. Gunsenheimer nahm im Sommersemester 2003 eine Lehrtätigkeit an der Universität Hamburg auf, wechselte vom Wintersemester 2003 bis zum Sommersemester 2005 an die Universität Hannover und kehrte 2007 ebenfalls als Lehrkraft an die Universität Bonn zurück. Im Zeitraum 2002 bis 2007 war sie zudem als Referentin der Volkswagenstiftung in Hannover-Döhren tätig.
Zu ihren Forschungsschwerpunkten gehören u. a. die indigenen Lebensbedingungen in der Kolonialzeit in Mesoamerika und Südamerika, die kulturellen Aneignungs- und Widerstandsprozesse indigener Gesellschaften insbesondere der Yaqui und der Maya, etwa während des Kastenkrieges, oder die Literatur der Mexika und der yukatekischen Maya während der Kolonialzeit und deren Analyse.
Gunsenheimer hat in den Jahren 1995 bis 2013 insgesamt neun linguistische, anthropologische und historische Feldforschungen und Studien in Valladolid, Quintana Roo und Sonora durchgeführt oder an solchen teilgenommen.
Sie ist Mitglied im interdisziplinären Lateinamerika-Zentrum in Bonn und seit Februar 2012 Sprecherin der Regionalgruppe Mesoamerika innerhalb der Deutschen Gesellschaft für Völkerkunde.

## Werke
- Geschichtstradierung in den yukatekischen Chilam Balam-Büchern. Eine Analyse der Herkunft und Entwicklung ausgewählter historischer Berichte. Dissertation, Bonn 2002, PDF (Memento vom 7. Juni 2007 im Internet Archive); 5,4 MB.
- En contra del olvido y en pro de la continuidad: las crónicas de los Libros de Chilam Balam en su contexto colonial. In: Hanns J. Prem (Hrsg.): Escondido en la selva, arqueología en el norte de Yucatán. México, Instituto Nacional de Antropología e Historia 2003, ISBN 970-35-0052-8, S. 371–416
- Das „Fremde“ und das „Eigene“ Forschungsberichte (1992–2006). transcript, Bielefeld 2006 (gemeinsam mit Michael Craanen)
- Grenzen. Differenzen. Übergänge. Spannungsfelder inter- und transkultureller Kommunikation. transcript, Bielefeld 2007, ISBN 978-3-89942-794-3
- Text and context: Yucatec Maya literature in a diachronic perspective = Texto y Contexto. Hrsg.: Förderverein Bonner Amerikanistische Studien, Achen 2009 (gemeinsam mit Tsubasa Okoshi Harada und John F. Chuchiak)
- The Study of Human Sacrifice in Pre-Columbian Cultures: A Challenge for Ethnohistorical and Archaeological Research. In: On Cruelty. Hrsg.: Trutz von Trotha und Jakob Rösel, Köln 2011, S. 255–284
- “We will dance our truth” von David Delgado Shorter (2009). In: Anthropos. Band 106/1, 2011, S. 304–306
- „Schwert und Feder. Die Chronisten Seiner Majestät des Königs von Kastilien und die rechtliche Anerkennung der Geschichtsschreibung der Neuen Welt im 16. Jahrhundert“ von Aarón Grageda Bustamante (2010). In: Anthropos. Band 106/2, 2011, S. 669–670
- „Archäologisches Kulturerbe, lokale Erinnerungskultur und jugendliches Geschichtsbewusstsein bei den Maya“ von Lars Frühsorge (2010). In: Indiana. Band 28, 2011, S. 411–415
- “The Ópatas. In Search of a Sonoran People” von David A. Yetman (2010). In: Anthropos. 2012, Band 107/1
- Neue Fischer Weltgeschichte. Band 16: Amerika vor der europäischen Eroberung. Frankfurt 2016 (gemeinsam mit Ute Schüren)

Radio
- Yukatekische Maya-Literatur. Sendung mit dem Radio Valladolid und Radio Latina in Berlin 2010
- Lebensbedingungen der Yukatekischen Maya in der Henequen-Produktion im 19. Jahrhundert und aktuelle Tourismus-Projekte in den alten Henequen-Plantagen. Deutschlandfunk 2010; (Sendung)
- Religion im Inka-Reich. Sendung im Programm radioWissen des Bayerischen Rundfunks 2010